# Месешеній-де-Жос
Месешеній-де-Жос (рум. Meseșenii de Jos) — село у повіті Селаж в Румунії. Адміністративний центр комуни Месешеній-де-Жос.
Село розташоване на відстані 388 км на північний захід від Бухареста, 8 км на південний захід від Залеу, 64 км на північний захід від Клуж-Напоки.

## Населення
За даними перепису населення 2002 року у селі проживали 706 осіб.
Національний склад населення села:
| Національність | Кількість осіб | Відсоток |
| -------------- | -------------- | -------- |
| угорці         | 359            | 50,8%    |
| румуни         | 306            | 43,3%    |
| цигани         | 41             | 5,8%     |

Рідною мовою назвали:
| Мова      | Кількість осіб | Відсоток |
| --------- | -------------- | -------- |
| угорська  | 359            | 50,8%    |
| румунська | 337            | 47,7%    |
| циганська | 10             | 1,4%     |